# ホイットニー・ヒューストン
ホイットニー・エリザベス・ヒューストン（英: Whitney Elizabeth Houston、1963年8月9日 - 2012年2月11日）は、アメリカ合衆国の歌手、女優、元ファッションモデル。

## 概要
世界的に有名な女性シンガーの一人であり、その圧倒的な歌唱力から「ザ・ヴォイス」の異名を持つ。世界中で2億2,000万枚以上のレコードを売り上げ、史上最も売れたアーティストの一人。
「ローリング・ストーンの選ぶ歴史上最も偉大な200人のシンガー」において、第2位。「ビルボードの選ぶ歴史上最も偉大なHot 100女性アーティスト」において第4位。RIAAダイヤモンド認定アルバムを3枚リリースした唯一の黒人アーティストである。
1985年、デビューアルバム『そよ風の贈りもの』は、1980年代を代表する大ヒットとなった。1987年にリリースされた2枚目のアルバム『ホイットニーII〜すてきなSomebody』は、女性歌手では初めてBillboard 200で初登場1位を記録する。1992年には初主演映画「ボディガード」のサウンドトラックが、1994年の第36回グラミー賞で「最優秀アルバム賞」を受賞するなど、高い評価を受けた。アルバムからのシングル「オールウェイズ・ラヴ・ユー」は、自身最大のヒットとなり、2025年現在でも頻繁に聞かれ、時代を超えた歌となった。

## 来歴

### 出生・幼少期
1963年8月9日、ニュージャージー州ニューアークで、父のジョン・ヒューストン（1920年 - 2003年）と、歌手である母のシシー・ヒューストン（1933年 - 2024年）の3番目の子供として生まれた。母・シシーは、60年代に活躍したスイート・インスピレーションズのリードボーカルで、後には、エルヴィス・プレスリーやアレサ・フランクリンのツアーにバックコーラスとしても参加している。シシーがツアーに出ている間、父親のジョンが育児を担当した。
従姉には、ディオンヌ・ワーウィックやディー・ディー・ワーウィック、ジュディ・クレイなど、ゴスペルやR&B、ポップ、ソウルなど、多くのジャンルでヒットを持つ歌手がいる。ダーレン・ラヴが、名付け親であり、アレサ・フランクリンは、血縁関係ではないが家族ぐるみで非常に親しい間柄である。

1967年、ニューアーク暴動が起こると、イーストオレンジに引っ越した。幼い頃にニュージャージーのニュー・ホープ・バプティスト教会の聖歌隊に加わり、ゴスペルを学ぶ。11歳の時には、聖歌隊のソリストとして活躍。教会での最初の単独パフォーマンスは「ガイド・ミー、オー・ゾウ・グレイト・ジェホヴァ」という曲であった。これより少し前に、ピアノも習い始めた。

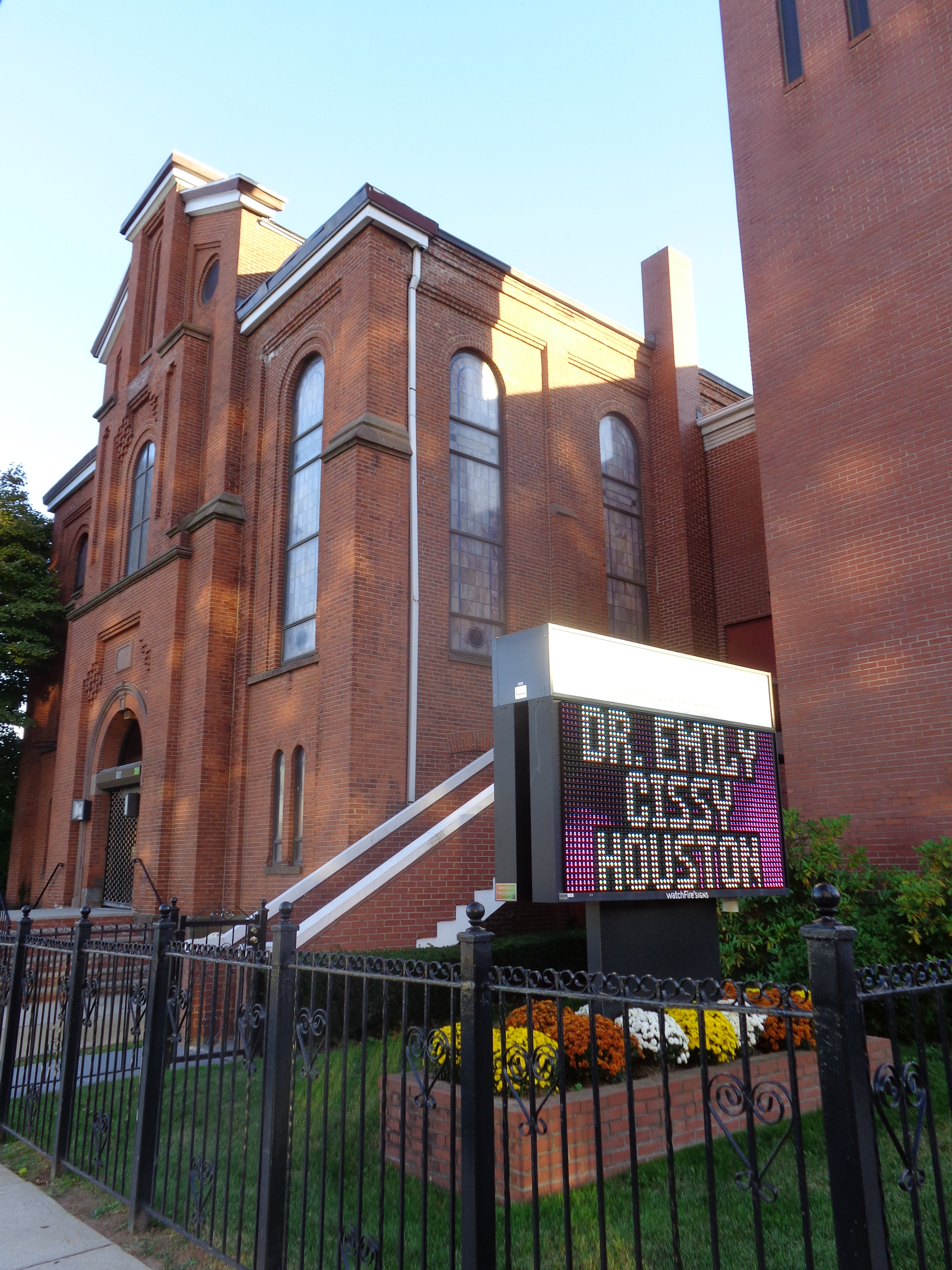
幼少期に聖歌を歌い、自身の追悼式が営まれたニュー・ホープ・バプティスト教会

ヒューストンが10代の時に両親が離婚、母・シシーが養育権を得た。高校に通う間も、母・シシーが歌を教えた。10代の頃にモデルとして活動したり、チャカ・カーンらのバックボーカルを務めるなど、頭角を現した。
1978年2月、ヒューストンは、母親であるシシーとともにニューヨーク市のタウンホールで演奏し、ブロードウェイの人気ミュージカル「アニー」の人気曲「トゥモロー」を歌い、初めて世間の注目を集めた。

### 『そよ風の贈りもの』
1983年4月、アリスタ・レコードのA&Rだったジェリー・グリフィスの目にとまり、プロデューサーのクライヴ・デイヴィスに紹介され、アリスタと契約した。デイヴィスはこの才能を2年もの間、慎重に育て、アルバム収録曲を探し回った。そのため、ヒューストンはテレビ番組の役を内定されていたが、音楽に集中するために断っている。
1984年5月に、テディ・ペンダーグラスとデュエット曲「Hold Me」で共演し、彼のアルバム『Love Language』に収録された。この曲は、ヒューストンに初めての成功をもたらし、アメリカのR&Bチャートとアダルト・コンテンポラリー・チャートでトップ10ヒットとなった。同じ年、ヒューストンはジャーメイン・ジャクソンと組み、デュエット曲「Take Good Care of My Heart」がジャクソンのアルバム「ダイナマイト」に収録され、別のデュエット曲「Nobody Loves Me Like You Do」にも共演したことで注目を浴びた。この3曲は、彼女のデビューアルバムに収録された。黒人のみならず、白人にも訴求するように「恋は手さぐり」と「グレイテスト・ラヴ・オブ・オール」を最終的に追加し、アルバム選曲及び録音は進んだ。
1985年2月、デビューアルバム『そよ風の贈りもの』をリリース。発売からしばらくは良い反応を得られなかったが、徐々に売り上げを伸ばし、2枚目のシングル「すべてをあなたに」によって爆発的な人気を得た。この曲がヒューストン初のビルボード・ホット100の1位であった。11月、3枚目のシングルとして「恋は手さぐり」をリリース。カラフルでエネルギッシュなビデオで、この曲は、黒人アーティストを敬遠していた当時のMTVが、好意的に扱った数少ない黒人の曲のひとつである。この曲はヒューストンにとってナンバーワン・シングルとなり、ビルボード・ホット100シングル・チャートとホット・ブラック・シングル・チャートの両方で首位を獲得した。このアルバムから3曲連続で、全米シングルチャート1位の記録を打ち立てた。アルバム自体も14週間チャートのトップに立っていた。また、全世界で2500万枚を売り上げたこのアルバムは、史上最も成功したソロ・デビュー・アルバム、最も成功した女性デビュー・リリース、そしてアメリカの女性R&Bアーティストによる最も売れたスタジオ・アルバムとしてギネス世界記録に認定されている。
このアルバムは、リリースと同時に批評家から高い評価を受けた。新たなスターの誕生に各紙は称賛の声を上げた。ヒューストンの成功は、白人市場への黒人女性シンガーの道を開いた。また、この成功によって、R&Bに関わる作曲、作詞、製作に関わる全ての人へ大きな成功の機会が開かれた。
発売から40年たった現在でも売れ続け、2023年にこのアルバムは、RIAAにより14xプラチナに認定された。2004年、ビルボード誌は彼女のデビューアルバムの大成功を、歴史における110の音楽的マイルストーンの1つとして選んだ。2017年、NPRは、このアルバムを女性アーティストが作った150の最高のアルバムのリストで14位にランク付けした。
第28回グラミー賞では、本作が最優秀アルバム賞にノミネートされ、「そよ風の贈りもの」で最優秀女性・R&B・ボーカル・パフォーマンス賞にノミネートされた。そして「すべてをあなたに」が最優秀女性・ポップ・ヴォーカル・パフォーマンス賞を受賞した。また、第29回グラミー賞では「グレイテスト・ラヴ・オブ・オール」で最優秀レコード賞にノミネートされた。
1986年7月、彼女の最初のワールド・ツアー「The Greatest Love World Tour」がスタートし、ヒューストンは同年12月まで4大陸で53公演を行った。日本にも11月に来日し、東京、横浜、大阪、名古屋で7公演実施した。

### 『ホイットニーII』
ヒューストンは1986年12月に次のアルバムのレコーディングを開始した。製作総指揮のクライヴ・デイヴィスはプロデューサーのパターンをあまり変えないことにし、マイケル・マッサーやカシーフといった以前のプロデューサーが再登板した。「恋は手さぐり」の手腕を買われてナラダ・マイケル・ウォルデンがセカンド・アルバムの大部分をプロデュースすることになった。ヒューストンがスタジオに入る前、秋の段階の曲作りは過酷で、スタッフに大きなプレッシャーがあった。ヒューストン自体も長いツアーの後であり、疲労困憊状態でスタッフのケアを受けながら録音に臨んだ。
1987年6月、2枚目のアルバム『ホイットニーII〜すてきなSomebody』がリリース。多くの批評家はアルバムの商業的価値を認めたが、そのパターンが前アルバムの勝利の方程式に縛られており、ヒューストンの個性を生かすことができていないとして、批判的だった。

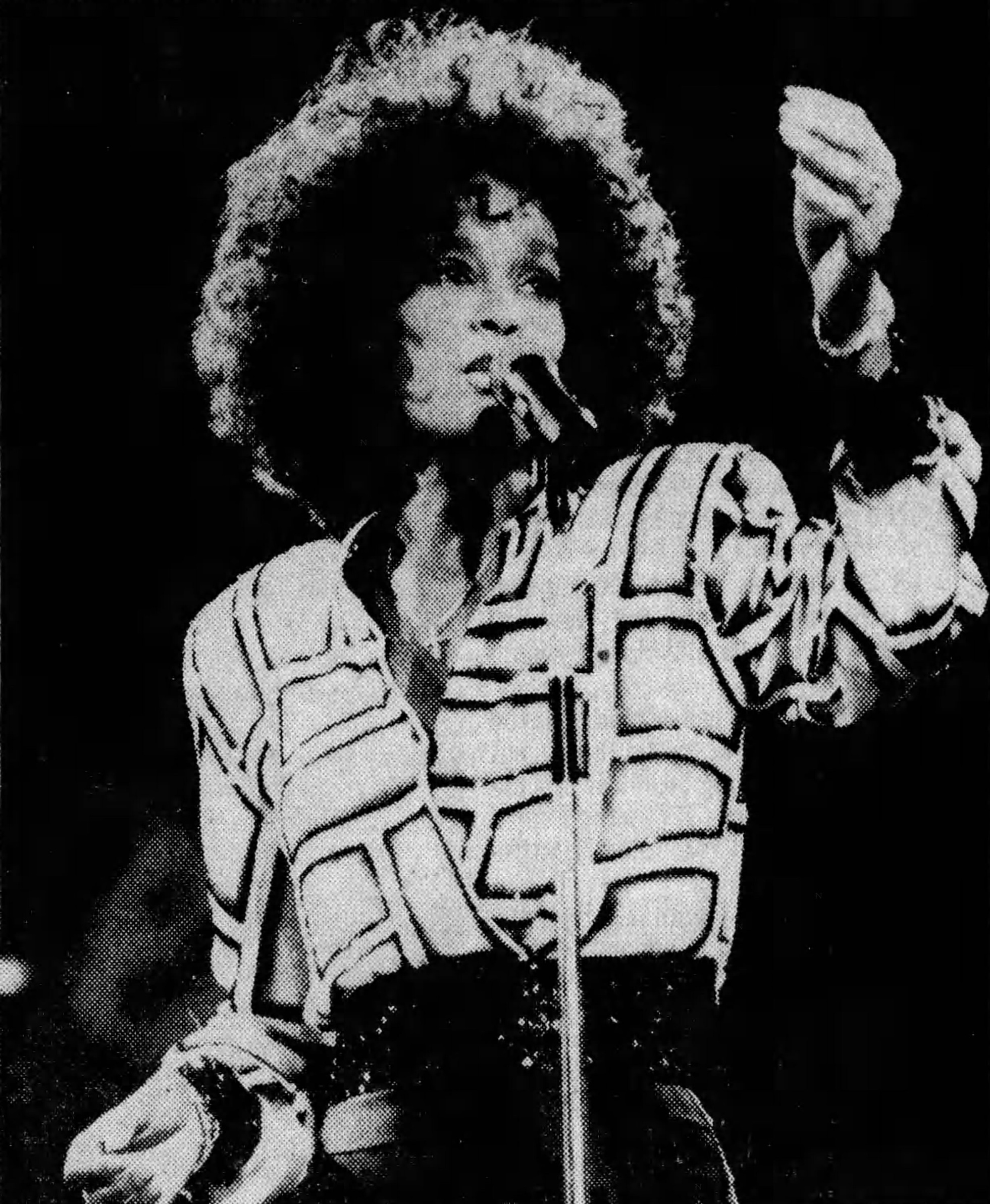
1987年のホイットニー

このアルバムはビルボード・ホット100で当時の記録となる5つのトップ10シングルを生み出し、そのすべてが国際的なヒットシングルになった。アルバムの最初の4枚のシングル「すてきなSomebody」、「恋のアドバイス」、「やさしくエモーション」、「ブロークン・ハーツ」は、すべてチャート1位を獲得し、ヒューストンが前のアルバムで樹立した記録を破り、1枚のアルバムから4つのナンバーワンシングルを獲得した最初の女性アーティストとなった。ヒューストンのデビュー作から3曲連続でナンバーワンを獲得したことに加え、このアルバムの4曲によって、ヒューストンはビルボード・ホット100で7曲連続でナンバーワンを獲得した。この記録は、ビートルズの6曲連続を超える新記録であり、2025年現在でも未だに破られておらず、ギネス世界記録にも認定されている。
アルバム自体はビルボード200で初登場1位となり、これは史上5枚目の快挙であり、チャート1位を獲得したのは女性アーティストとしては初めてのことであった。このアルバムは11週間チャートのトップに留まり、当時の記録を更新した。デビュー作が14週間チャートのトップに立ったことを加算するとビルボード200で累積25週1位を記録し、1980年代の女性アーティスト1位であった。このアルバムはイギリス、オーストラリア、ニュージーランド、日本、カナダ、ドイツ、ヨーロッパのいくつかの国を含む他の13か国のレコードチャートでトップになり、国際的にも大成功を収めた。オリコン洋楽アルバムチャートでも通算11週1位を獲得した。
このアルバムは、第30回グラミー賞の最優秀アルバム賞にノミネート、また「恋のアドバイス」が最優秀楽曲賞にノミネートされ、「すてきなSomebody」で最優秀女性・ポップ・ヴォーカル・パフォーマンス賞を受賞。ウォルデンはグラミー賞の最優秀プロデューサー賞を受賞した。
1987年7月、アルバム発売後すぐに2度目のワールドツアー「Moment of Truth World Tour」を開始した。非常に大規模なもので、終了は1988年11月であった。日本には1988年9月から10月にかけて来日し、全国9か所で15公演を実施した。

### 『アイム・ユア・ベイビー・トゥナイト』と国歌斉唱
ワールドツアーの休憩時期だった1988年1月から3月にかけて、ヒューストンはデトロイトを拠点とするゴスペル兄弟デュオ、ビービー＆シーシー・ワイナンズと製作活動をした。ヒューストンは彼女の最初の作曲であるアップテンポのR&B曲「テイキン・ア・チャンス」をビービー・ワイナンスと作曲し、1989年10月に日本限定のシングルとしてリリースした。ビービー＆シーシー・ワイナンズのアルバム「ヘブン」にも複数曲で参加した。
また、同じ頃、ヒューストンは1988年のソウル・オリンピックのメインテーマ曲の1つである「ワン・モーメント・イン・タイム」を録音した。この曲は、1988年のオリンピックアルバム「One Moment in Time」に収録され、ビルボード・ホット100で5位となり、第31回グラミー賞で最優秀女性・ポップ・ヴォーカル・パフォーマンス賞にノミネートされた。ヒューストンはこの曲により、スポーツ・エミー賞を受賞した。
その後、ナラダ・マイケル・ウォルデンと共に、1989年10月から1990年3月にかけて様々なR&Bの曲を製作した。この頃、彼女は憧れの対象であったスティーヴィー・ワンダーとルーサー・ヴァンドロスと仕事をしたいとリクエストした。ヴァンドロスはアップテンポのR&Bナンバー「フー・ドゥ・ユー・ラヴ」を提供し、プロデュースした。ワンダーも彼女に「愛の思い出」を提供、プロデュースし、2人はデュエットで録音した。
この間に、ヒューストンの日本限定ツアー「The Feels So Right Tour」が1990年1月に行われた。アメリカ以外の国で単一国を対象にしたツアーはこれのみである。この公演時、「テイキン・ア・チャンス」、「ハイヤー・ラブ（没後、2019年にカイゴによってリミックス・デュエットでヒット）」というレアな曲が披露されている。
ヒューストンは、自分の音楽をよりクリエイティブにコントロールすることを決意し、初めてアルバムのエグゼクティブ・プロデューサーになった。ヒューストンはクライヴ・デイヴィスと相談し、L.A.リードとベイビーフェイスの新進気鋭なプロダクション・チームを雇うことが決定した。1990年3月から、ヒューストンはL.A.リードとベイビーフェイスと共に製作をスタートした。アルバムのタイトル曲となる曲「アイム・ユア・ベイビー・トゥナイト」を含む4曲が録音された。マイケル・マッサーは「アフター・ウィ・メイク・ラヴ」を提供し、製作した。これがマッサーとの最後の曲となった。
1990年11月に3枚目のスタジオアルバム『アイム・ユア・ベイビー・トゥナイト』をリリース。前2作と比べると、批評家からの評価は全体的に低いものであった。平凡であるが、素晴らしい声と一貫性のある方向性は今後に期待できると評価された。
このアルバムはビルボード200の3位まで上昇し、トップ10に22週間ランクインし、合計51週間チャートにランクインした。ビルボード・トップR&Bアルバム・チャートでも1位を獲得した。最初のシングル「アイム・ユア・ベイビー・トゥナイト」と2番目のシングル「この愛にかけて」は、ビルボード・ホット100で1位を獲得した。このアルバムはヒットしたが、売り上げは前作の半分となり、少なかった。
このアルバムからシングルカットされた曲は、3年連続でグラミー賞にノミネートされた。1991年に「アイム・ユア・ベイビー・トゥナイト」、1992年に「この愛にかけて」、1993年には「アイ・ビロング・トゥ・ユー」の3曲である。前者の2つは、それぞれ最優秀女性ポップ・ヴォーカル・パフォーマンス賞にノミネートされ、後者のバラードは最優秀女性R&Bヴォーカル・パフォーマンス部門にノミネートされた。
1991年、第25回スーパーボウルで試合前に国歌を斉唱。この斉唱は事前録音されたものであり、そのことによる批判もあったが歴史的な国歌斉唱として絶賛された。後にシングルとしても発売されヒットした。ヒューストンはこの収益をアメリカ赤十字社の湾岸危機基金に寄付した。その10年後にアメリカ同時多発テロ事件のチャリティとして再リリースされ、すべての利益は消防士と警察官の犠牲者に寄付された。この曲が再チャート入りしたことで、ヒューストンはホット100のトップ20に同じ曲をチャートインさせた最初の女性となった。1991年、ヒューストンは湾岸戦争で戦う兵士とその家族のために、HBOと共同で「Welcome Home Heroes with Whitney Houston」コンサートを開催した。この無料コンサートは、バージニア州のノーフォーク海軍基地で、3,500人の軍人の前で開催された。HBOはコンサートを無料で視聴できるようにし、当時のHBOにとって史上最高の視聴率となった。
1991年3月から10月にかけてワールドツアー「I'm Your Baby Tonight World Tour」を実施した。日本には3月に来日し、横浜で2公演行った。

### 『ボディガード』
1990年、ケビン・コスナーが映画「ボディガード」の主役を引き受けたとき、コスナーの強い推薦でヒューストンへ「レイチェル」役のオファーがあった。当初、ヒューストンは受けることに不安であったが、コスナーの強いサポートの約束によって申し出を受諾した。その後、監督のミック・ジャクソンは1991年1月にヒューストンに対してスクリーンテストを行い、彼女は合格した。1991年5月、コスナーはヒューストンと共演すると発表した。コスナーは、ヒューストンがその年のワールドツアーを終える1991年11月下旬まで、この映画の製作を遅らせた。
この映画を撮影する前、コスナーとジャクソンはクライヴ・デイヴィスおよびヒューストンと契約を結び、サウンドトラックのロイヤリティの契約に署名し、少なくとも6曲を録音することに合意し、そのうち4曲を映画にフィーチャーすることになった。ヒューストンは音楽製作を完全にコントロールし、アルバムのエグゼクティブ・プロデューサーとしてのキャリアを重ねた。
撮影開始の2週間前、ヒューストンはサウンドトラックの製作を始めた。最初に録音された曲は「クイーン・オブ・ザ・ナイト」で、この曲の作者であるベイビーフェイスとダリル・シモンズが自分たちで作業を進めた後、L.A.リードとヒューストンが作曲に参加した。ヒューストンは1991年11月9日にこの曲を録音した。ヒューストンが作曲を手がけたのは、「テイキン・ア・チャンス」に続く2曲目だった。3日後の11月12日、風邪から回復したばかりであったが、ヒューストンはデイヴィッド・フォスターと共に「ラン・トゥ・ユー」と「アイ・ハブ・ナッシング」を録音した。その後、映画の撮影によりアルバム製作は中断した。大部分を撮影した後、ヒューストンは1992年1月から2月にかけてスタジオに戻り、「ジーザス・ラブズ・ミー」を録音し、ビービー・ワイナンスがヒューストンと一緒にこの曲をプロデュースした。プロデュースはヒューストンにとって2回目であった。
3月に入り、最も重要な映画のクライマックス用の曲の選定は難航した。当初、コスナーはヒューストンにモータウンの「恋に破れて」を提案していたが、決定には至らなかった。その後、映画の音楽監督であったモリーン・クロウが「オールウェイズ・ラブ・ユー」を提案し、決定した。1992年4月22日、オーシャン・ウェイ・レコーディングでスタジオ録音が始まった。レコーディングに先立ち、プロデューサーのフォスターは作曲者のドリー・パートンにレコーディングについて連絡を取った。フォスターがリンダ・ロンシュタットのバージョンをレコーディングすることを知ったパートンは、彼女のオリジナル版の3番の歌詞を歌うよう提案し、採用された。フォスターによると、録音は一発録りでつぎはぎは行っていない。また、製品として採用された版はラフ・カット版で、デイヴィスの指示により完成版ではなくこちらが採用された。「アイム・エブリ・ウーマン」は、1992年8月19日にナラダ・マイケル・ウォルデンのターパン・スタジオで録音され、全録音が終了した。
1992年11月にサウンドトラック・アルバム『ボディガード』は映画公開の1週間前にリリースされた。ヒューストンのボーカルパフォーマンスと製作陣に対して各方面から絶賛された。このアルバムは世界的な成功を収め、アメリカ、オーストラリア、カナダ、ニュージーランド、ヨーロッパ諸国、日本を含む21カ国のチャートで首位を獲得した。このアルバムはビルボード200で2位にデビューし、リリース2週目には1位に上昇し、20週連続で1位を維持し、女性アーティストがこれほど多くの週にわたってチャートのトップに立った最初のアルバムとなった。6週目には1週間で100万枚を売り上げ、その後、数週間連続で週100万枚を売り上げ、ヒューストンがRIAAからダイアモンド認定を受けたアルバム3枚のうちの1枚となった。 2017年時点で、このアルバムは世界中で5000万枚を売り上げ、史上最も売れたサウンドトラック・アルバム、史上最も売れた女性アルバム、そして史上3番目に売れたアルバムとなった。なお、2位はAC/DCのバック・イン・ブラック、1位はマイケル・ジャクソンのスリラー。
最初のシングル「オールウェイズ・ラブ・ユー」は、ヒューストンのビルボード・ホット100で14週連続1位を獲得し、ヒューストンの10枚目のナンバーワンシングルとなった。当時の女性アーティストによる最多ナンバーワンシングルの数に並び、最終的には34か国のチャートでトップとなった。世界中で2400万枚以上を売り上げ、女性アーティストによる史上最も売れたシングルになり、歴史的な曲となった。2012年、ヒューストンが亡くなるとこの曲は再びチャート入りし、同じ曲で違う時期の2回、ホット100でトップ3にランクインしたのは2人目であった。「アイム・エブリ・ウーマン」はセカンドシングルとしてリリースされ、3枚目のシングル「アイ・ハブ・ナッシング」と同様に、ビルボード・ホット100のトップ5にランクインし、国際的なトップ10ヒットとなった。
『ボディガード』のサウンドトラックとそのシングルは、リリース後、非常に多くの賞にノミネートされ、受賞した。1993年の第65回アカデミー賞では、「アイ・ハブ・ナッシング」と「ラン・トゥ・ユー」が歌曲賞にノミネートされた。同年の第36回グラミー賞では、「オールウェイズ・ラブ・ユー」が最優秀女性ポップ・ヴォーカル・パフォーマンス賞と最優秀レコード賞を受賞。サウンドトラック・アルバム『ボディガード』は最優秀アルバム賞を受賞した。「アイム・エブリ・ウーマン」は最優秀女性・ポップ・ヴォーカル・パフォーマンス賞、「アイ・ハブ・ナッシング」と「ラン・トゥ・ユー」は映像作品のための最優秀曲にそれぞれノミネートされた。日本においても第7回ゴールドディスク大賞で、洋楽部門でグランプリ・アルバム賞とグランプリ・シングル賞を受賞している。
このアルバムは、21世紀においても非常に高い評価を受けており、2023年、コスモポリタン誌は映画のサウンドトラックとして史上38位とし、インデペンデント誌は映画のサウンドトラックのトップ40で35位とした。 2024年には、ローリングストーン誌が史上最高のサウンドトラック101に選出。2025年、エンターテインメント・ウィークリー誌は1990年代の最高の映画サウンドトラックの1つに挙げた。「オールウェイズ・ラブ・ユー」についても、非常に高い評価であり、21世紀において偉大な曲として認識されている。2001年、全米芸術基金は、全米レコード協会と共同で、この曲を20世紀の365曲のリストの108位にリストアップした。2004年、アメリカン・フィルム・インスティテュートは、20世紀のアメリカ映画のトップ100曲で65位に挙げた。2021年、ローリングストーン誌は、この曲を「史上最高の500曲」リストで94位とした。2023年、ビルボード誌はこの曲を史上最高のポップソング500の60位に挙げた。2018年にはグラミー賞の殿堂入りを果たし、2019年には、米国議会図書館の全米録音資料登録簿に保存登録された。
なお、映画自体は全世界で4億1100万ドルの興行収入を記録し、1992年に2番目に高い興行収入を記録し大ヒットしたが、批評家からは概ね低い評価を受けた。
1993年7月、ヒューストンは大規模なグローバルツアー「The Bodyguard World Tour」を開始した。終了は1994年11月であった。日本にも1993年9月に来日し、5都市16公演を行った。
日本ではこれ以降、洋楽自体が衰退の一途だったこともあり、2012年に亡くなるまで音楽的にも映像的にもあまり注目を集めることはなかった。

### 1990年代後半

#### 『ため息つかせて』
1995年12月、ロマンティック・コメディ映画「ため息つかせて」が公開され、ヒューストンはテレビプロデューサーの役を演じた。ヒューストンは、この映画を「黒人女性のイメージの突破口」と呼んだ。全米興行収入1位を記録し、最終的には全米で6700万ドル以上、全世界で8100万ドルの興行収入を記録し大ヒットした。この映画は、黒人女性をステレオタイプとしてではなく、強い中産階級の市民として描いていることでも評価されている。映画自体は賛否両論であったが、ヒューストンは肯定的な評価を受け、ニューヨーク・タイムズ紙は「ヒューストンは、『ボディガード』のポップスターを脱ぎ捨て、飛躍した」と報じた。
サウンドトラック・アルバム『ため息つかせて』は映画公開の1か月前にリリースされた。ヒューストンは映画のサウンドトラックに3曲を提供し、シングル「ため息つかせて」は、ビルボード・ホット100で1位デビューした。シーシー・ワイナンズとのデュエット曲「カウント・オン・ミー」と「ハート・ソー・バッド」も全米トップ40入りし、「カウント・オン・ミー」はビルボード・ホット100で8位を記録した。アルバムは1996年1月にビルボード200で1位を獲得した。このアルバム、およびシングルは、第39回グラミー賞に最優秀アルバム賞を含み11回ノミネートされ、ベイビーフェイスが書いた「ため息つかせて」で最優秀R&B・ソング賞を受賞した。
アルバムの売り上げは7回のプラチナに認定され、大ヒットした。批評家からも高く評価された。2024年、このアルバムはローリングストーン誌の史上最高のサウンドトラックのリストで27位となった。

#### 『天使の贈りもの』
1996年12月、ヒューストンの3番目の映画であるクリスマス・ファンタジー『天使の贈りもの』が公開される。ヒューストンは牧師の妻を演じた。ヒューストンは彼女の女優としてのキャリアの中で最も高い評価を得た。この映画は全世界で5600万ドル以上の興行収入を記録し、1996年に公開された映画の興行収入で33位となったが、批評家からの評価は賛否両論であり、製作費を回収できず失敗作となった。
サウンドトラック・アルバム『天使の贈りもの』は映画公開の1か月前にリリースされた。ほぼ全編、ヒューストンの歌唱であり、多くがゴスペル調の曲であった。ヒューストンは「このプロジェクトは、私にとって特に思い入れの強いものでした。私の原点はゴスペル音楽です。ゴスペル音楽が一番心地良いのです。」と語った。このアルバムは、ビルボード200で12位に初登場し、最高位は3位であった。ビルボードのトップ・ゴスペル・アルバムチャートでは大きな成功を収め、26週連続で首位に立ち、累計162週間チャートに留まった。このアルバムは、RIAAから3×プラチナに認定された。シングル「アイ・ビリーヴ・イン・ユー・アンド・ミー」(オリジナルはフォー・トップス)はビルボード・ホット100で最高4位のヒットとなり、第40回グラミー賞では最優秀女性R&Bボーカル・パフォーマンス賞にノミネートされた。アルバムも最優秀R&Bアルバム賞にノミネートされた。しかし、グラミー賞でゴスペル部門にノミネートされなかったことを不満とし、ヒューストンは授賞式を欠席した。
1997年5月、「Pacific Rim Tour」を行った。日本にも来日し、東京、大阪で5公演を行った。

#### 「シンデレラ」
1996年、ヒューストンは自身の映画製作会社、ブラウンハウス・プロダクションズを設立した。その目標は、映画やテレビでのアフリカ系アメリカ人の描写方法を改善することであった。最初のプロジェクトは、ディズニーと共同でテレビ映画・ミュージカル版「シンデレラ」の製作であった。1997年11月2日に米国ABCテレビにて放送された。ヒューストンがこの作品の契約をする際、プロデューサーの他にシンデレラ役も行なうことになっていた。しかし彼女は「私は結婚して子供もいるからシンデレラに似合わない。あなたにシンデレラ役を演じてほしい」とブランディに語り、シンデレラ役のオーディションを受けさせた。ブランディにとってヒューストンは憧れであったため、彼女はヒューストンが魔法使い役を演じることを条件に承諾した。1,200万ドルの製作予算は、当時最も高額な予算であったが、6000万人が視聴し、最も視聴されたテレビ・ミュージカルとなり大成功であった。シンデレラは、プライムタイム・エミー賞の7部門にノミネートされ、バラエティまたは音楽プログラムの優れたアートディレクション賞を受賞した。この作品は後の「シンデレラ」作品にも多くの影響を与えている。批評家からも絶賛された。日本では、2005年01月にNHK-BSにおいて吹替えで放送されている。2025年現在、ディズニープラスで視聴することができる。

#### 『マイ・ラヴ・イズ・ユア・ラヴ』
1997年、クライヴ・デイヴィスは、ヒューストンが「7年間、スタジオアルバムを録音していない」こと、そして「2つの映画のためにいくつかの曲をリリースした」こと、そして「あなたが世界でナンバーワンのアーティストであるにもかかわらず、 アルバムを作っていない」ことを指摘した。ヒューストンは1990年代を通して映像作品に集中してきたが、シンデレラ終了後にひと段落をつけ、音楽の専業に戻ることにした。
ヒューストンはミッシー・エリオット、フージーズのワイクリフ・ジョン、ローリン・ヒル、ロドニー・ジャーキンスなど、当時のヒットメーカーたちとレコーディングすることにした。デイヴィスは、以前のプロデューサーであるベイビーフェイスとデヴィッド・フォスター、そして新進のソウルショック・カーリンを加えた。ほとんどの音楽は、ニュージャージー州メンダムにあるヒューストンのスタジオで、主に1998年8月から10月の間に録音された。同時期に映画「プリンス・オブ・エジプト」のために作られた曲「ホエン・ユー・ビリーヴ」においてマライア・キャリーと録音し、お互いのアルバムに収録した。
1998年11月、スタジオ・アルバムとしては8年ぶりとなる『マイ・ラヴ・イズ・ユア・ラヴ』をリリース。アルバムは全体的にヒップホップ色が濃くなった。批評家からは、好意的に受け止められた。これまでで最も一貫性のあるアルバムであり、しなやかで敬虔、幅広い音楽ジャンルで彼女の強みを示す力作となった。商業的には、アメリカのビルボード200チャートで13位となり、ヒューストンのチャート履歴で最も低いアルバムとなった。しかし、息の長いヒット・アルバムとなりビルボード200に1年以上ランクインし、最終的に4回のプラチナに認定された。シングルのうち4曲がトップ20に入り、3曲がトップ5入りした。なかでも4枚目のシングル「マイ・ラヴ・イズ・ユア・ラヴ」は大ヒットした。世界各国で1位となり、全世界で500万枚以上を売り上げ、「オールウェイズ・ラブ・ユー」と「すてきなSomebody」に次いで3番目に売れたシングルとなった。
「ホエン・ユー・ビリーヴ」は第71回アカデミー賞で歌曲賞を受賞した。この曲はリリース当初はチャートと批評が悪く、失敗作とされたが、後年になり評価された。第42回グラミー賞では、最優秀R&Bアルバム賞と最優秀R&Bソング賞を含む7部門にノミネートされた。ヒューストンは「イッツ・ノット・ライト・バット・イッツ・オーケイ」で最優秀女性R&Bボーカル・パフォーマンス賞を受賞した。最優秀女性R&Bボーカル・パフォーマンス賞は初の受賞であった。ヒューストンにとってこれが最後のグラミー賞受賞となった。
1999年6月、欧米ツアー「My Love Is Your Love World Tour」を開始した。ヒューストンの「人々が彼女を感じ、彼女も彼らを感じることができる何かをしたかった」という理由で、米国ではほとんどのアリーナで公演を断り、より小さな劇場を選んだ。北米とは異なり、ヨーロッパではすべてアリーナやスタジアムで開催された。終了は11月であった。

### 2000年以降
2000年5月、ヒューストン初のベスト・アルバム『ザ・グレイテスト・ヒッツ』がリリース。ベスト・アルバムについては1995年に言及されてから延期を繰り返し、ようやく発売された。批評家からは賛否両論であった。主な理由はオリジナル版のかわりにリミックス版の収録が多かったことによる。リリース時はダブル・プラチナとなるが期待に届かない売り上げとなった。しかし、ヒューストン死去時に再度チャートインし、最終的に5xプラチナとなった。
ヒューストンは、自身の製作会社ブラウンハウス・プロダクションズのプロジェクトとして再度ディズニーと組み、映画「プリティ・プリンセス」を製作した。ヒューストンは、「プリティ・プリンセス」が女性主導のサクセス・ストーリーの作品になることを望んでいた。2001年8月に公開したこの映画は、全世界で1億6500万ドル以上の興行収入を記録し、期待を大幅に上回る興行収入を得た。批評家からの評価は賛否両論となった。
2002年11月、5枚目のスタジオ・アルバムとなる『Just Whitney』がリリース。このアルバムは、ビルボード200で9位、トップR&B・ヒップホップ・アルバム・チャートで3位となり、全世界で250万部以上を売り上げ、プラチナとなった。批評家からの評価は、賛否両論な評価となった。シングルは5枚出されたが、ヒットとはならなかった。ヒューストンのスタジオ・アルバムで唯一、フォローアップ・ツアーを実施しなかった作品となった。
ヒューストンの製作会社ブラウンハウス・プロダクションズは2作目のテレビ映画「チーター・ガールズ」を製作し、2003年8月にディズニー・チャンネルで放送された。チーターガールズは、ディズニー・チャンネル初のミュージカル・テレビ映画であった。ヒューストンが製作総指揮を務めたこの映画のサウンドトラックは成功を収め、アメリカではダブル・プラチナを獲得した。映画自体も成功し、これを受けてディズニーは「チーター・ガールズ」を実在のレコーディング・グループとしてデビューさせ、さらに成功させた。
2003年11月、ヒューストンは初のクリスマス・アルバム『One Wish: The Holiday Album』をリリース。伝統的なクリスマス・ソングを収録し、ゴールドに認定された。ビルボード200は49位を記録したが、これは彼女の生涯のアルバムの中で最も低いチャートポジションであり、ビルボード200のトップ40を逃した唯一のアルバムである。批評家の評価は賛否両論であった。
2004年4月、映画「プリティ・プリンセス」の続編となる「プリティ・プリンセス2　ロイヤル・ウェディング」が公開された。前作と同様に興行収入で成功を収め、1億3400万ドルの興行収入を記録した。続編もヒューストンが製作を務めた。
2006年8月にテレビ映画「チーター・ガールズ」の続編「チーター・ガールズ2」が放送され、前作を上回る大成功となった。この作品もヒューストンが製作した。2008年8月に3作目が放送された。3作目にはヒューストンは直接関わらなかったが、ブラウンハウス・プロダクションズとして製作された。

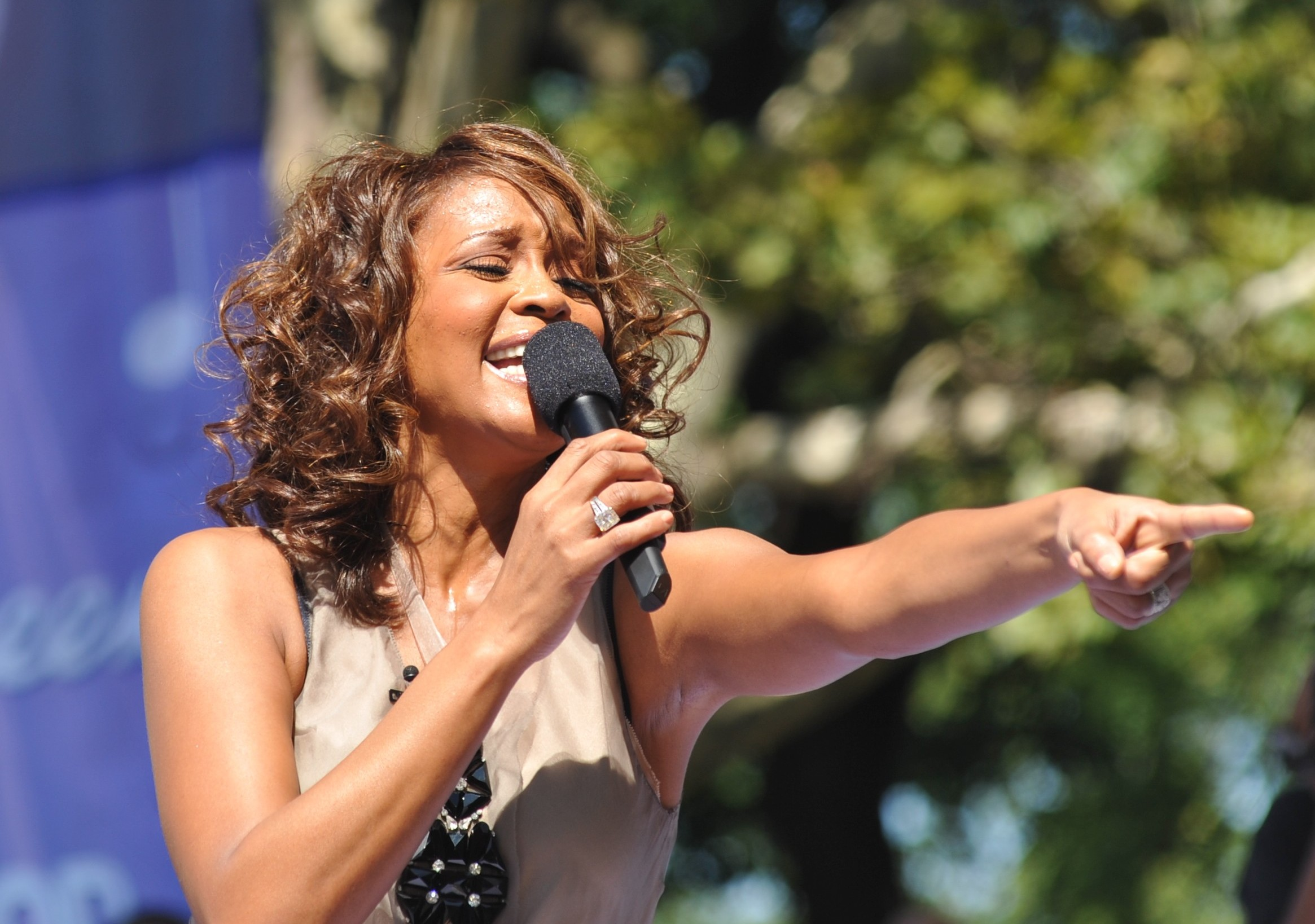
2009年のホイットニー

2009年8月に7枚目、そして最後のスタジオ・アルバムとなる『アイ・ルック・トゥ・ユー』がリリース。このアルバムはビルボード200で初登場1位を獲得し、力強い登場となった。製作総指揮のクライブ・デイヴィスによると、このアルバムは現在の音楽マーケティングのトレンドを追うのではなく、ヒューストンとは何者であるか、そして彼女が音楽業界に与えた影響に忠実に製作されたという。批評家は声色の変化には否定的であったが、概ね肯定的な評価であった。シングルは2枚出されたが、ヒットには至らなかった。全世界で300万枚以上を売り上げ、プラチナとなった。2009年12月のロシアでのプレ・ツアー実施後、2010年2月に10年ぶりのワールドツアー「Nothing but Love World Tour」を開始した。このツアーでは、ヒューストンの声の衰えが顕著であり、観客や批評家から多くの苦情が出た。ツアーの終了は10月であった。日本には2月に来日し、埼玉、大阪で5公演行った。これが最後の来日となった。
2011年、映画「スパークル」の主演と製作の両方を務めた。この映画がヒューストン最後の出演と製作となった。「スパークル」は、1950年代後半にガールズ・グループ（シュープリームスがモデル）を結成した10代の姉妹を中心に描かれた1976年の同名映画のリメイク版である。1990年代半ば、ヒューストンが運営するブラウンハウス・プロダクションズは、スパークルのリメイク版の権利を確保した。ヒューストンはR&Bシンガーのアリーヤを主役に想定していたが、2001年8月にアリーヤが飛行機事故により22歳で亡くなったため、映画の計画は長期保留になっていた。その後ジョーダン・スパークス主演で計画が再開され、製作は2011年10月、11月に行われた。映画は2012年8月に公開された。サウンドトラックには、ヒューストンが最後に録音した曲「セレブレート」が収録され、2012年5月にリリースされた。
この頃は様々な問題が水面下で発生しており、2011年7月には、アルコール・薬物依存からの復帰プログラムを再開し、2012年1月には、破産寸前であると報じられていた 。

### 死去
2012年2月9日、ヒューストンはカリフォルニア州ビバリーヒルズのビバリーヒルトンで行われるクライヴ・デイヴィスのグラミー賞授賞前のガラ・パーティーのリハーサルで、デイヴィスを訪ねた。その同日、彼女はハリウッドのステージでケリー・プライスと一緒に「ジーザス・ラブズ・ミー」を歌った。これが最後の公の場でパフォーマンスとなった。

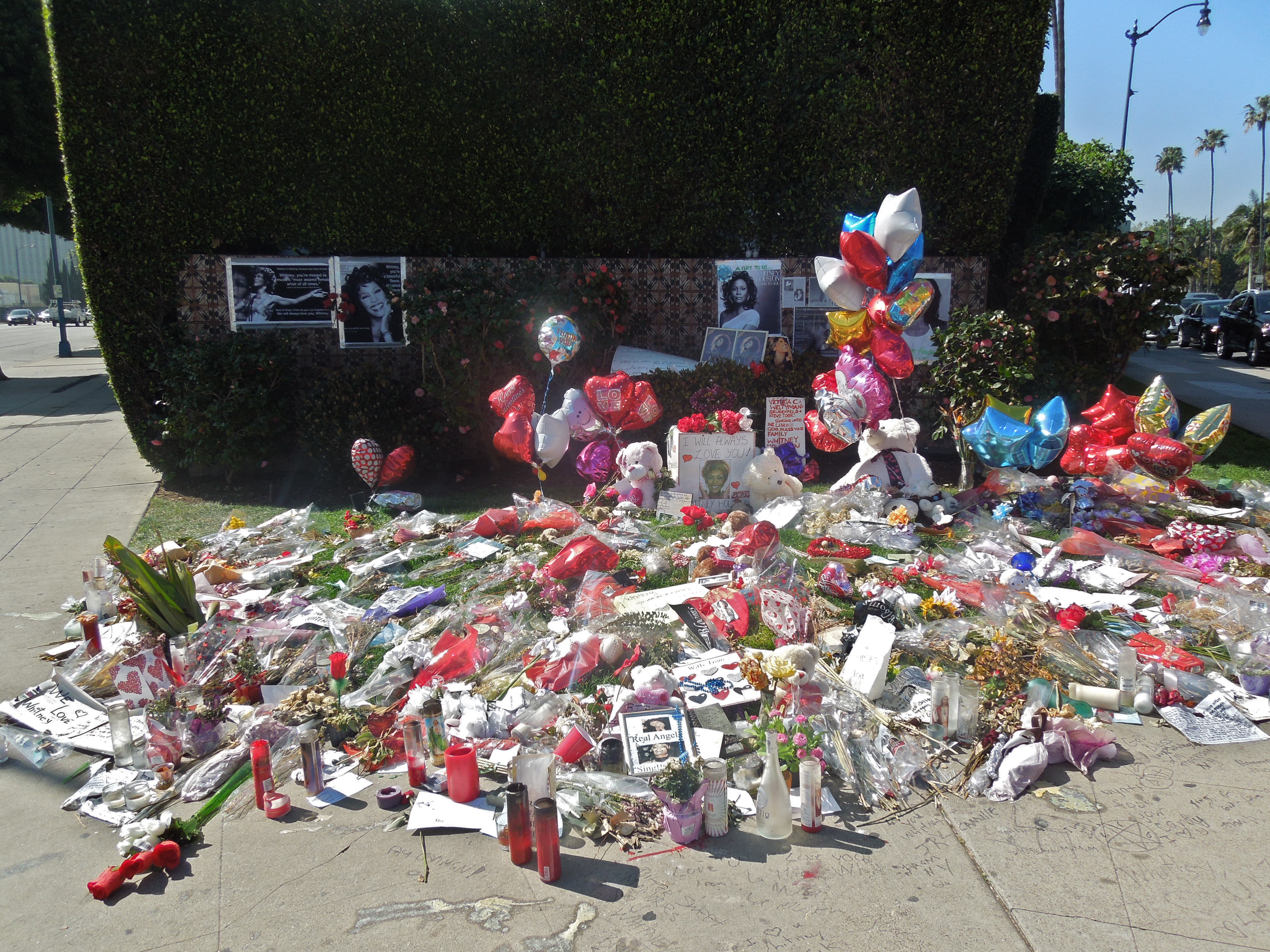
ビバリーヒルトン近くに供えられた花

2012年2月11日土曜日、ヒューストンはビバリーヒルトンのスイート434で、バスタブに沈んだ状態で意識不明で発見された。ヒューストンは、彼女の死の数日前には不安定に見えたと伝えられている。警察は午後3時43分（PST）にホテルの警備員から911番通報を受けた。ビバリーヒルズの救急隊員はヒューストンが反応していないことを発見し、CPRを行った。ヒューストンは午後3時55分（PST）に死亡宣告された。 死因はすぐには分からなかった。地元警察は、犯罪の明らかな兆候はないと述べた。なお、死亡当日に出演するはずだったパーティは、中止にすべきとの声を無視して、警察の捜査がホテルの部屋で行われ、彼女の遺体がまだ建物に残っているにもかかわらず、デイヴィスは予定通り行った。
ヒューストンの死は、2012年2月18日にニュージャージー州ニューアークの彼女の故郷にあるニュー・ホープ・バプティスト教会で行われた彼女の追悼式とともに、国際的にメディアで取り上げられた。
2012年3月22日、ロサンゼルス郡検視局は、ヒューストンの死因は溺死とアテローム性動脈硬化性心疾患とコカイン使用の影響であると報告した。 死因は事故と記載された。

### その後
ヒューストンの音楽は、彼女の死後、人気が急上昇した。ヒューストンのレコードレーベルの代表者によると、ヒューストンは彼女が亡くなった年の最初の10ヶ月間でシングル、アルバム累計800万枚のレコードを世界中で売り上げた。シングル「オールウェイズ・ラブ・ユー」は、約20年ぶりにビルボードホット100に復帰し、最高3位を記録し、ヒューストンの死後、2001年以来のトップ10シングルとなった。ヒューストンは、ビルボード200に10枚のアルバムを同時にランクインさせることで、当時の女性アーティストのギネス世界記録を樹立した。
2019年、カイゴとのコラボレーションシングル「ハイヤー・ラブ」がリリース。元は『アイム・ユア・ベイビー・トゥナイト』の日本盤ボーナストラックとして発表されていたもので、カイゴによって再構築された新たなバージョンとなり、ヨーロッパを中心にヒットを記録した。
2022年、彼女の生涯を描いた映画『ホイットニー・ヒューストン I WANNA DANCE WITH SOMEBODY』が製作され、ナオミ・アッキーがヒューストンを演じた。

## 私生活
ヒューストンは敬虔なクリスチャンで、ツアー中は必ずゴスペルソングを歌うようにしていた。彼女の子供時代、彼女は定期的にニュー・ホープ・バプティスト教会に通い、そこで彼女は合唱団に参加し、後にそこで定期的にソロで歌った。
ヒューストンの長年のアシスタントであり、友人であったロビン・クロフォードにヒューストンが初めて会ったのは、クロフォードが19歳、ヒューストンが16歳のときであった。2人はサマーキャンプのカウンセラーだった。クロフォードによると、ヒューストンがレコーディングを始めるまで、2人は数年間、恋愛関係にあったという。2000年5月にヒューストンが、薬物依存症に対するクロフォードの助けを拒否した後、クロフォードはヒューストンのマネジメント会社を辞任した。
1992年7月18日、R&B歌手のボビー・ブラウンと結婚。翌年の1993年3月4日には娘のボビー・クリスティーナ・ブラウンを出産した。彼らの結婚中、ブラウンは飲酒運転、薬物所持、暴行で頻繁に法律に抵触し、いくつかの懲役刑を受けた。
1987年後半に、父親のサポートによってニュージャージー州メンダムに邸宅を購入した。13,607平方フィートの家は、ヒューストンが不動産を購入する前の年に建てられた。この家は、ヒューストンとボビー・ブラウンの1992年の結婚式の主要な場所だった。1993年、ヒューストンは市内の近隣に2軒目の家を購入した。この家は歌手の個人的なレコーディングスタジオとして使用し、彼女はアルバムの一部をここで録音し、特に「マイ・ラヴ・イズ・ユア・ラヴ」のレコーディングが有名である。2003年、ヒューストンはアトランタ郊外のジョージア州アルファレッタに邸宅を購入し、リアリティ番組「ビーイング・ボビー・ブラウン」の多くがここで撮影された。
1990年代後半から様々な場所で奇行や欠席、遅刻が目立つようになり、薬物疑惑がたびたび話題となった。1999年7月、母のシシーらがホイットニーに薬物治療を受けるよう説得しようと試みたが失敗した。2000年1月、ハワイ空港でのマリファナ所持の罪で告発されたが、告発は取り消しとなった。2001年9月、ヒューストンの極端に痩せた外見は、彼女の健康状態についての噂となった。2004年から翌年にかけて、薬物からのリハビリ生活を続けた。
2006年9月8日、ブラウンとの結婚生活に終止符を打つべく、離婚申請書を裁判所に提出し、同年10月に離婚が成立した。
2011年5月、ヒューストンは薬物とアルコールの問題のために再度リハビリに入った。その1ヶ月後、ヒューストンが肺気腫と診断されたと報じられた。
2015年1月31日、ヒューストンの一人娘、ボビー・クリスティーナ・ブラウンがジョージア州アトランタ郊外の自宅の浴槽でうつ伏せの状態で発見された。その後、約6ヶ月間、病院とホスピスで治療を受けたが、7月26日日曜日、家族に囲まれ亡くなった。

## 慈善活動
1988年のマディソン・スクエア・ガーデンのコンサートで、ヒューストンはユナイテッド・ニグロ・カレッジ・ファンドのために25万ドル以上を集めた。同年、ヒューストンはパースのチャリティ番組に出演し、パースのいくつかの小児病院のための資金を集めた。
1989年、ホイットニー・ヒューストン子供財団を設立。病気やホームレスの子供たちに医療支援を提供し、児童虐待を防ぐために戦い、子供たちに読書を教え、都心部の公園や遊び場を作り、ジュリアード音楽院を含む大学の奨学金を授与している。
1990年、ヒューストンはエイズ支援活動としてアリスタ・レコードの15周年記念ガラ・コンサートに参加し、「すてきなSomebody」、「グレイテスト・ラヴ・オブ・オール」、そしていとこのディオンヌ・ワーウィックと「愛のハーモニー」を歌った。
ヒューストンは、1991年の第25回スーパーボウルで歌った「星条旗」のCD売り上げの収益すべてを湾岸戦争の軍人とその家族に寄付した。その結果、彼女はアメリカ赤十字社の取締役に選ばれた。2001年の同時多発テロ事件の後、ヒューストンはニューヨーク消防士の9/11災害救援基金とニューヨーク警察友愛会を支援するために「星条旗」を再リリースした。彼女はこの曲の収益の権利を放棄し、2001年10月にチャート1位を獲得した結果、100万ドル以上を集めた。
1994年の南アフリカツアーにおいて、ヒューストンはコンサートの収益のすべてを、2つの子供博物館、いくつかの孤児院の信託など、数多くの子供向け慈善団体に寄付した。
1995年6月、ヒューストンは、子供を虐待する危険性のある母親を助けるために、ハーレムのヘイルハウスセンターに125,000ドルを寄付した。その後、ヘイル・ハウス・センターがヒューストンの寄付によりラーニング・アンド・レクリエーション・センターを建設した。
その他の慈善活動についてはホイットニー・ヒューストンのホームページを参照。

## ディスコグラフィ
詳細はホイットニー・ヒューストンのアルバム・ディスコグラフィ（英語: Whitney Houston albums discography）およびホイットニー・ヒューストンのシングル・ディスコグラフィ（英語: Whitney Houston singles discography）を参照。
アルバムの下に代表的なヒットシングルを記述。日付は米国リリース日、カッコ内の数字はビルボード200、またはビルボード・ホット100の最高位。

### スタジオアルバム
- そよ風の贈りもの　1985年2月14日（1）
  - すべてをあなたに　1985年8月13日（1）
  - 恋は手さぐり（英語版）1985年11月22日（1）
  - グレイテスト・ラヴ・オブ・オール（英語版）1986年3月18日（1）
  - オール・アット・ワンス　1986年8月20日（日本とヨーロッパのみリリース）
- ホイットニーII〜すてきなSomebody（英語版）　1987年6月1日（1）
  - すてきなSomebody　1987年4月28日（1）
  - 恋のアドバイス（英語版）　1987年8月13日（1）
  - やさしくエモーション（英語版）　1987年10月12日（1）
  - ブロークン・ハーツ（英語版）　1988年2月25日（1）
- アイム・ユア・ベイビー・トゥナイト　1990年11月6日（3）
  - アイム・ユア・ベイビー・トゥナイト（英語版）　1990年10月2日（1）
  - この愛にかけて（英語版）　1990年12月4日（1）
- マイ・ラヴ・イズ・ユア・ラヴ　1998年11月17日（13）
  - ホエン・ユー・ビリーヴ　1998年11月2日（15）
  - マイ・ラヴ・イズ・ユア・ラヴ（英語版）1999年7月3日（4）
- Just Whitney（英語版）　2002年12月10日（9）
- One Wish: The Holiday Album（英語版）　2003年11月18日（49）
- アイ・ルック・トゥ・ユー（英語版）　2009年08月31日（1）

### サウンドトラック・アルバム
- ボディガード（英語版）　1992年11月17日（1）
  - オールウェイズ・ラブ・ユー　1992年11月2日（1）
  - アイム・エブリ・ウーマン　1993年1月2日（4）
  - アイ・ハブ・ナッシング（英語版）　1993年2月20日（4）
- ため息つかせて（英語版）　1995年11月14日（1）
  - ため息つかせて（英語版）　1995年11月6日（1）
- 天使の贈りもの（英語版）　1996年11月26日（3）
  - アイ・ビリーヴ・イン・ユー・アンド・ミー（英語版）　1996年12月10日（4）

### その他のシングル
- ワン・モーメント・イン・タイム（英語版）　1988年8月27日（5）
- 星条旗（英語版）　1991年2月11日（20）、2001年9月26日（6）

## 出演映画
- ボディガード（1992年）
- ため息つかせて（1995年）
- 天使の贈りもの（1996年）
- シンデレラ（1997年）- テレビ映画
- スパークル（2012年）

## 製作映画
- シンデレラ（1997年）
- プリティ・プリンセス（2001年）
- チーター・ガールズ（英語版）（2003年）- テレビ映画
- プリティ・プリンセス2/ロイヤル・ウェディング（2004年）
- チーター・ガールズ2（英語版）（2006年）- テレビ映画
- スパークル（2012年）

## 日本公演
各ワールドツアーの詳細はホイットニー・ヒューストンのライブ・パフォーマンス一覧（英語: List of Whitney Houston live performances）を参照。
- The Greatest Love Tour　（1986年7月 - 12月、ワールドツアー）
  - フェスティバルホール（11月4日）
  - 大阪城ホール（11月5日）
  - 愛知県体育館（11月6日）
  - 横浜文化体育館（11月7日）
  - 日本武道館（11月10日 - 12日）

- The Moment of Truth Tour　（1987年7月 - 1988年11月、ワールドツアー）
  - 広島県立体育館（9月21日）
  - 福岡国際センター（9月22日）
  - 日本武道館（9月26日 - 28日、10月16日・17日）
  - 大阪城ホール（10月1日・2日）
  - 名古屋市総合体育館（10月5日・6日）
  - 静岡県草薙総合運動場体育館（10月7日）
  - 真駒内屋内競技場（10月11日）
  - 仙台市体育館（10月13日）
  - 横浜文化体育館（10月15日）

- Feel So Right Tour　（1990年１月、日本単独公演）
  - 横浜アリーナ（1月1日・2日、7日・8日、24日）
  - 北海道立産業共進会場（1月5日）
  - 大阪城ホール（1月12日 - 14日）
  - 名古屋市総合体育館（1月17日・18日）
  - 福岡国際センター（1月20日）
  - 広島サンプラザ（1月21日）
  - 仙台市体育館（1月23日）

- I'm Your Baby Tonight World Tour　（1991年3月 - 10月、ワールドツアー）
  - 横浜アリーナ（3月14日・15日）

- The Bodyguard World Tour　（1993年7月 - 1994年11月、ワールドツアー）
  - 大阪城ホール（9月1日・2日）
  - 日本武道館（9月6日・7日・9日・10日・13日・14日)
  - 名古屋市総合体育館（9月16日・17日）
  - 横浜アリーナ（9月19日・20日）
  - 福岡ドーム（9月22日）

- Pacific Rim Tour　（1997年5月、環太平洋ツアー）
  - 大阪城ホール（5月5日・7日・8日）
  - 東京ドーム（5月13日・14日）

- Nothing but Love World Tour　（2010年2月 - 10月、ワールドツアー）
  - さいたまスーパーアリーナ（2月11日・13日・14日）
  - 大阪城ホール（2月17日・18日）